# ایلیا نیکالایویچ برزین
بِرِزین، ایلْیا نیکُلایِویچ، خاورشناس روس بود.

## شناخت اجمالی
در ۱۹ ژوئیه ۱۸۱۸ در شهر پِرم روسیه به دنیا آمد. پس از اتمام تحصیلات ابتدایی و متوسطه در زادگاهش، از ۱۸۳۴ در دانشکده خاورشناسی دانشگاه قازان به فراگیری زبان‌های شرقی و خاورمیانه پرداخت و سپس در فاصله سال‌های ۱۸۳۷ تا ۱۸۴۱ تحصیلات خود را در رشته ادبیات شرق تکمیل کرد و به مقام استادی رسید.
برزین در ۱۸۴۲ از سوی دانشگاه قازان برای تحقیق به کریمه، قفقاز، ایران، بین‌النهرین، مصر، سوریه و ترکیه سفر کردو پس از بازگشت، مشاهداتش را، در کتابی با عنوان> مسافرت در مشرق زمین <منتشر ساخت و به گردآوری و نشر کتاب‌های شرقی، و نیز تأسیس کتابخانه‌ای به نام کتابخانه مورخان شرق همت گماشت که نخستین کوشش برای گردآوری، تفسیر و نشر آثار مورّخان و وقایع نگاران شرق در روسیه بود، اما زمینه اصلی پژوهش‌های او تاریخ مغولان و اردوکشی‌های آنان به غرب است که در این زمینه بخشِ تاریخ مغولِ جامع التواریخ یا تاریخ رشیدی خواجه رشید الدین فضل اللّه (۶۴۵ ـ ۷۱۸) را به روسی برگردانده است.

## فعالیت‌ها

### گویشی
مطالعات برزین در زمینه گویش‌ها و زبان‌های ایرانی، از جمله گیلکی، تاتی، طالشی، مازندرانی، لاهیجانی، کردی و «گبری» (گویشِ بَهدینان • یعنی گویش زرتشتیان ایران) است که چهار گویش اول را در دانشگاه سن پترزبورگ نیز تدریس می‌کرد. [۳] به شعر و داستان‌نویسی، و ادبیات رومی نیز توجه داشت و از اولین محققان روسیِ علاقه‌مند به ادبیات پروونسال (یکی از زبان‌های رومیایی مشتق از زبان لاتینی) بود.

### پژوهشی
برزین، بتدریج، فعالیت‌های خود را بر روی باستانشناسی خاورمیانه متمرکز ساخت و نتیجه پژوهش‌هایش را، بویژه در خصوص اسلام، مسیحیت، یزیدیگری، و قبایل کوچ نشین و سازمان اداری دولت عثمانی، در روزنامه‌ها و مجله‌های علمی و اجتماعی منتشر کرد.

## شغل
او از ۱۸۴۶ استاد زبان ترکی دانشگاه قازان بود و با انتقال بخش تدریس زبان‌های شرقی این دانشگاه به سن پترزبورگ در ۱۸۵۵ استاد و عضو گروه زبان ترکی آن دانشگاه شد. برخی دیگر از مشاغل برزین عبارت بود از: بازرسی کتاب‌های شرقیِ چاپ قازان (۱۸۴۹ ـ ۱۸۵۵)، ویراستاری بخش شرقی دائرةالمعارف بزرگ روسی (۱۸۶۱ـ ۱۸۶۳) و ریاست بخش مسکوکات شرقی و مشاور دولتی (از ۱۸۶۵). وی در ۱۸۵۸ به اروپا سفر کرد و به عضویت انجمن آسیایی درآمد. از اواسط دهه ۱۸۷۰، بیشتر عهده دار وظایف دولتی شد و کمتر به فعالیت در محافل علمی می‌پرداخت. با این حال، در چهارمین اجلاس خاورشناسان در فلورانس (۱۸۷۸) شرکت کرد.

## وفات
برزین در ۲۲ مارس ۱۸۹۶ در سن پترزبورگ درگذشت. پس از مرگش، برخی از محققان درباره او مقالاتی نوشتند.

## از نگاه دیگران
دیدگاه‌های متفاوتی نسبت به آثار و فعالیت‌های حرفه‌ای برزین وجود دارد؛ بعضی، دستاوردهای حرفه‌ای و تحقیقاتی او را ستوده‌اند، و برخی دیگر، دیدگاه‌های او را درباره جهان اسلام منفی دانسته‌اند.

## آثار
از برزین حدود سیصد دورنما و نقاشی از مکان‌های مسکونی و چهل نقشه از شهرها و قلعه‌ها باقی‌مانده که جداگانه منتشر شده است. او نخستین کسی است که نقشه تهران را در ۱۲۶۹/ ۱۸۵۲ تهیه کرد.
از برزین آثاری درباره زبانشناسی، تاریخ، فلسفه و باستانشناسی کشورهای خاورمیانه باقی‌مانده است، از جمله:
- پژوهش‌هایی درباره لهجه‌های مسلمانان، در دو جلد:
  - ۱) نظام لهجه‌های ترکی (قازان ۱۸۴۸)
  - ۲) پژوهشهایی درباره لهجه‌های ایرانی (قازان ۱۸۵۳)
- کتابخانه مورخان شرق (قازان ۱۸۴۹ـ۱۸۵۴)
- مسافرت در مشرق زمین در دو جلد:
  - ۱) مسافرت در داغستان و ماوراء قفقاز (قازان ۱۸۵۰)
  - ۲) سیاحت در شمال ایران (قازان ۱۸۵۲) (این کتاب بیش از آن‌که یک سفرنامه باشد، اثری علمی با انشایی جذاب بر مبنای مطالعه دقیق در ادبیات ایران و ترجمه کتب خطی و استنساخ کتیبه‌های دروازه‌ها، کاخ‌ها، مساجد و دیوارهای تهران و تبریز است)
- فرامینِخان، در چهار جلد (قازان و سن پترزبورگ ۱۸۵۰ـ۱۸۶۵)
- دستور زبان فارسی به روسی (قازان ۱۸۵۳) (اولین دستینه ترجمه شده از فارسی به روسی است)
- بلغاری‌های وُلگا (قازان ۱۸۵۳)
- ضرب‌المثل‌های قبایل ترک (سن پترزبورگ ۱۸۵۶)
- ترجمهٔ جلد اول جامع‌التواریخ خواجه رشیدالدین فضل‌اللّه به روسی (در هفت جلد همراه با حواشی برزین و نیز فهرستی که ژوکفسکی برای آن تهیه کرده، منتشر شده است و از نسخ نادر این اثر محسوب می‌شود)
- ترجمه تاریخ گزیده نصرت‌نامه (درباره محمد شیبانی خان و ازبک‌های بادیه‌نشین) از ترکی به روسی.

وی همچنین مقالات بسیاری را برای فرهنگ دائرةالمعارف روسی و روزنامه‌ها و مجلات ادواری روسیه (گاهی با نام مستعار نوذرف) تألیف کرده که از آن جمله است:
- خلیج فارس
- «بوشهر»
- «سفر به کربلا».

## فهرست منابع
(۱) ولادیمیر بارتولد، خاورشناسی در روسیه و اروپا، ترجمه حمزه سردادور، تهران ۱۳۵۱ ش.

(۲) یحیی ذکاء و محمدحسن سمسار، تهران در تصویر، تهران ۱۳۶۹ ش.

(۳) رشیدالدین فضل الله، جامع التواریخ، چاپ آ آ روماسکویچ، ل آ ختاقوروف، و ع ع علی‌زاده، مسکو ۱۹۶۵.

(۴) شجاع الدین شفا، جهان ایران شناسی، (تهران ۱۳۴۸ ش).

(۵) نجیب عقیقی، المستشرقون، قاهره ۱۹۸۰ـ۱۹۸۱.

(۶) Bol'shaia Sovetskaia Entsiklopediia ۲، (Moscow) ۱۹۴۹- ۱۹۵۸;.

(۷) Encyclopedia Iranica, sv "Berezin" (by Jean Calmard) ;.

(۸) J D Pearson, Index Islamicus: ۱۹۰۶-۱۹۵۵، London ۱۹۵۸، index, sv "Berezin";.

(۹) TDVIA, sv "Berezin" (by Ferman Karaµam) ;.

Uzbek Sovet Ensiklopediyas , II, Tashkent ۱۹۷۲